# Lazzaro Bastiani
Pour les articles homonymes, voir Bastiani.
Lazzaro Bastiani (ou  Sebastiano) (Venise, v. 1430 – Venise, 1512) est un peintre italien de l'école vénitienne de la haute Renaissance.

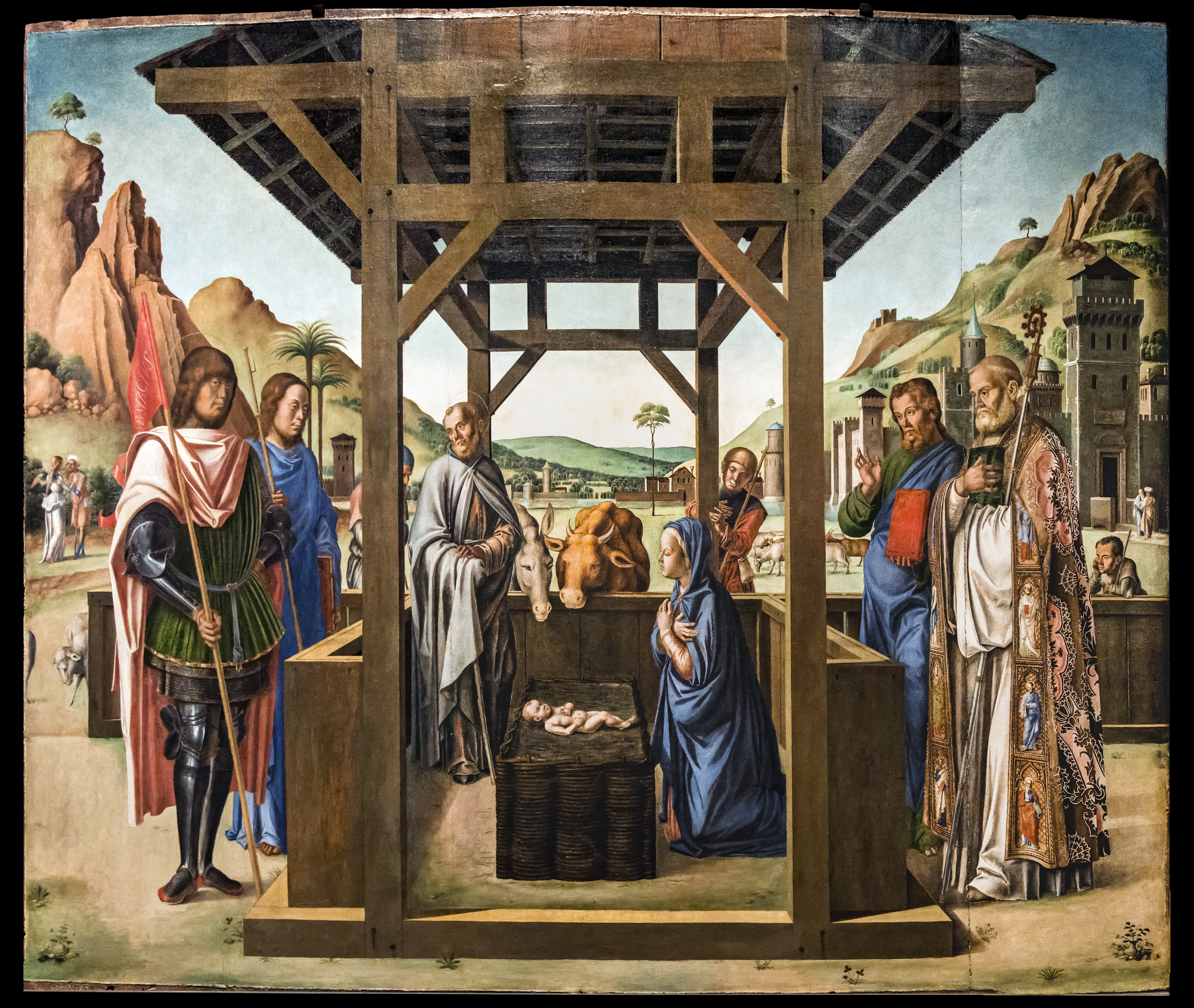
La Nativité avec les Saints Jacob, Eustache, Nicolas et Marc. Provenance de l'église de Sainte Hélène, Gallerie dell'Accademia de Venise.

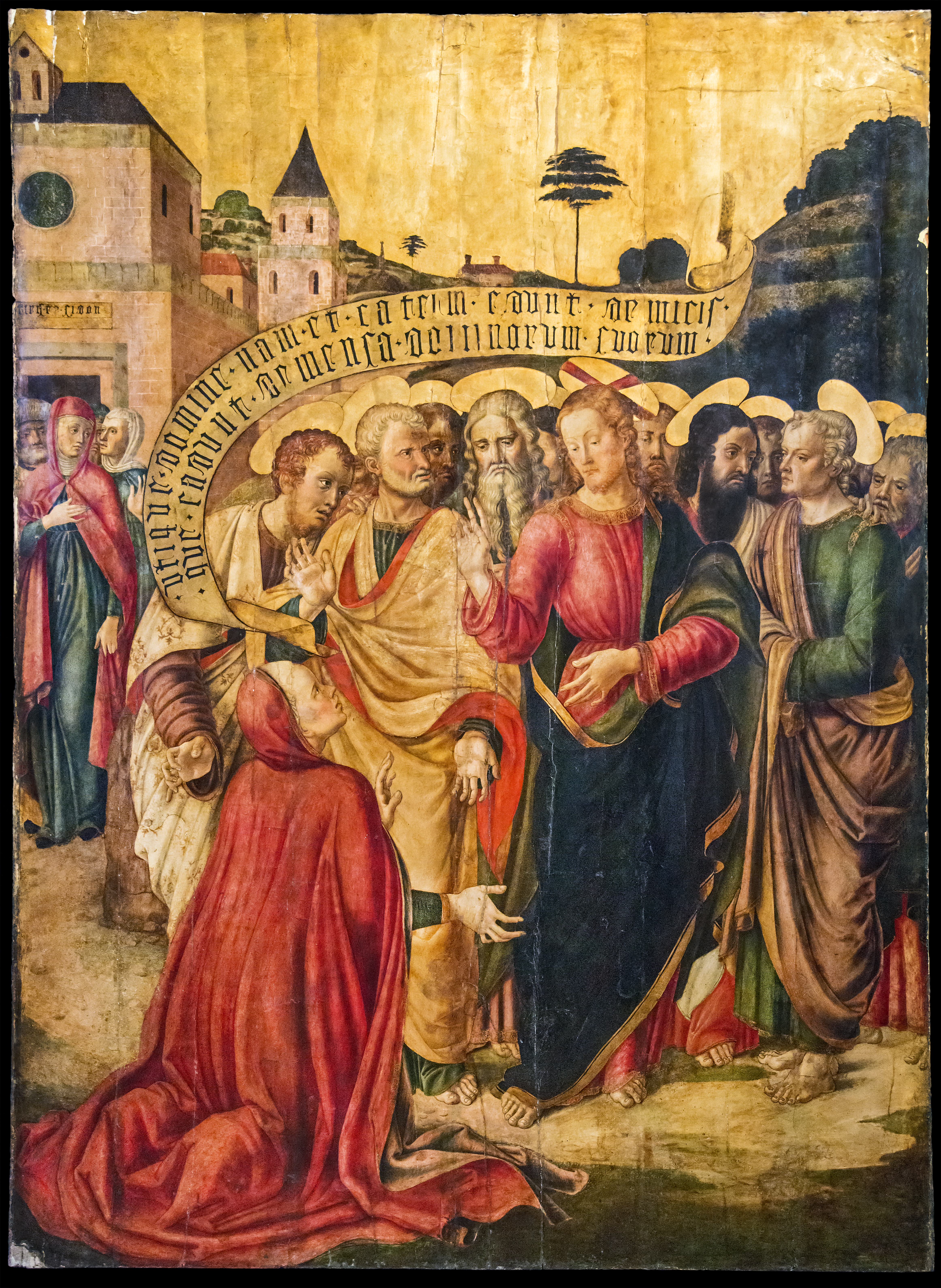
Le Christ et la cananéenne Gallerie dell'Accademia de Venise.

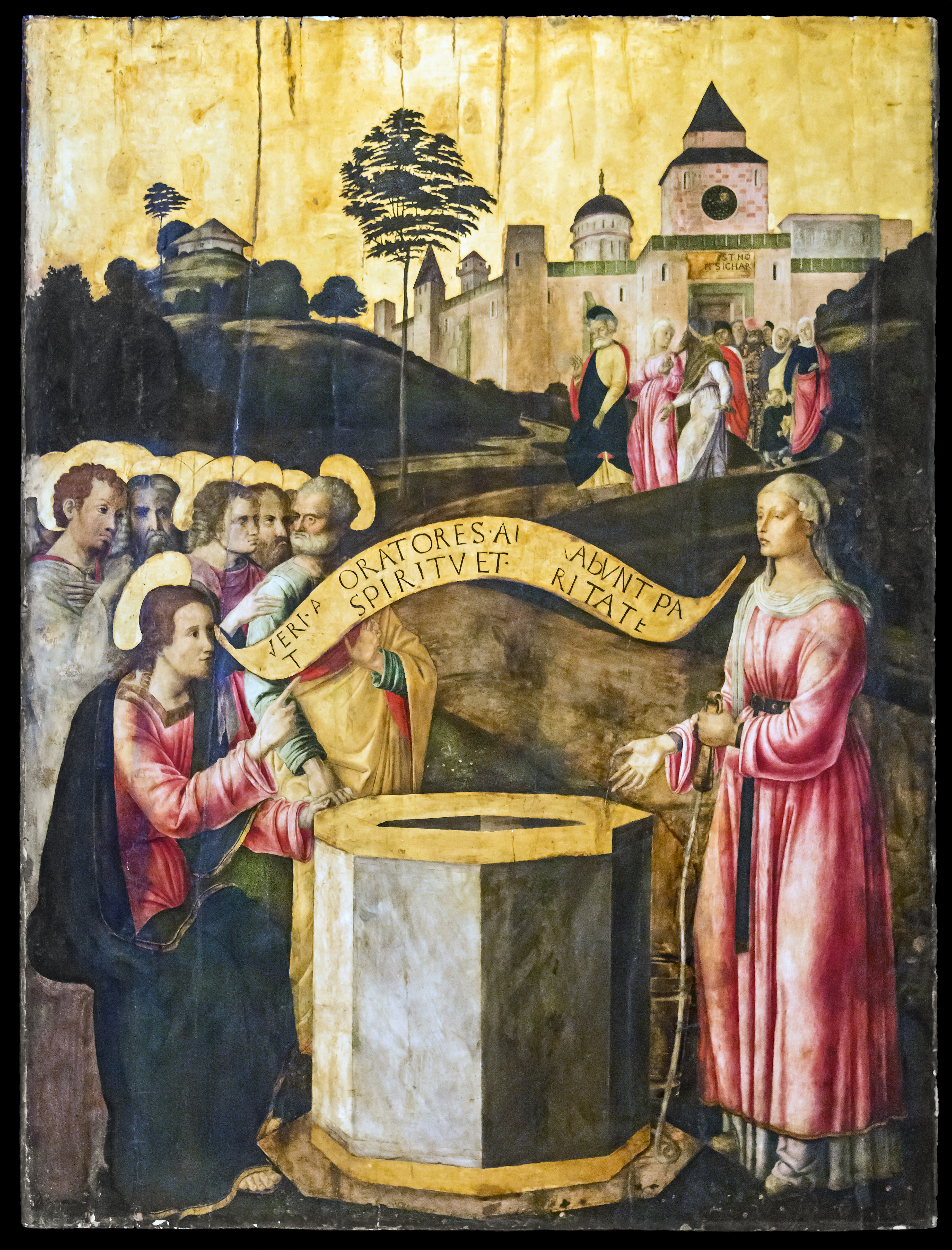
Le Christ et la samaritaine Gallerie dell'Accademia de Venise.

## Biographie
On trouve le nom de Lazzaro Bastiani enregistré en 1460 sous le titre ser Lazzaro di Bastian depentor, payé pour un retable à San Samuele. À ses débuts, dans les années 1460, il subit l'influence de Bartolomeo Vivarini et de Carlo Crivelli ce qui profite à la qualité de ses meilleures œuvres (Adoration des mages).
En 1470, il entre dans la confrérie de l'école de Saint-Jérôme à Venise et pendant toutes les  années 1470, il reste sur le modèle de Jacopo Bellini sans l'étendre à celui de Giovanni Bellini.
Dans les années 1480, il travaille avec Gentile Bellini pour la Scuola Grande di San Marco et étend son modèle à celui d'Alvise Vivarini.
Il a collaboré avec Gentile Bellini, Vittore Carpaccio et un autre représentant de la tradition narrative vénitienne, Giovanni Mansueti, au cycle de tableaux des Reliques de la Vraie Croix réalisé pour la Scuola Grande di San Giovanni Evangelista, conservé aujourd'hui aux Gallerie dell'Accademia. Sous l'influence de  et de Gentile Bellini, son ton narratif se perfectionne.
En 1508, il est appelé, avec Carpaccio, à faire partie du jury chargé d'estimer les peintures du Giorgione pour la Fondaco dei Tedeschi.
Le Sénat de la République lui confie la peinture des portraits des doges au palais ducal et les étendards de la place Saint-Marc.

## Œuvres
- Portrait du Doge Francesco Foscari, Musée Correr, Venise. Il est devenu doge en 1423.
- Mise au tombeau, église Saint-Antoine à Venise
- Sainte Vénérable en majesté, bois, 325 × 217 cm, Galerie de l'Accademia de Venise. À l'origine dans l'église du Corpus Domini où était conservée la dépouille de la sainte au XVe siècle[2].
- Le Christ et la cananéenne  Huile sur panneau de bois, 226 × 165 cm 1475 Galerie de l'Accademia de Venise.
- Le Christ et la samaritaine  Huile sur panneau de bois, 226 × 165 cm 1475 Galerie de l'Accademia de Venise.
- Sainte Onuphre entre saint Jean et saint Marc, académie de Venise
- l'Annonciation, musée Correr
- Vierge à l'Enfant
- Jésus à Emmaus
- Josué aux murs de Jéricho
- Visitation
- Christ bénissant
- La samaritaine et le Christ
- La Nativité avec les Saints Jacob, Eustache, Nicolas et Marc, Provenance de l'église de Sainte Hélène, Gallerie dell'Accademia de Venise.
- Polyptyque  de neuf tableaux à la détrempe, avec Bartolomeo Vivarini, église Saint-François d’Assise, Matera
- Le Mariage de la Vierge et la Présentation au temple, dessin au département des Arts graphiques du musée du Louvre, Paris
- Communion de saint Jérôme et Funérailles de saint Jérôme, 1464, Gallerie dell'Accademia de Venise
- Adoration des mages, 1480, New York, The Frick Collection
- Madone avec le donateur et saint Donat (1484), église Santa-Maria e Donato de Murano
- le Couronnement de la Vierge (1490), Bergame
- La Donation des reliques de la Sainte Croix aux confréries de l'école Saint-Jean l'évangéliste, 1494, toile, 324 × 441 cm, Gallerie dell'Accademia de Venise
- Martyre d'un évêque, fin XVe, panneau de prédelle, 34 × 47 cm, Musée Jacquemart-André, Paris[3]